# Bare (Požarevac)
Bare (em cirílico:Баре) é uma vila da Sérvia localizada no município de Požarevac, pertencente ao distrito de Braničevo, na região de Braničevo. A sua população era de 923 habitantes segundo o censo de 2002.

## Demografia
| 1948  | 1953  | 1961  | 1971  | 1981  | 1991  | 2002 |
| ----- | ----- | ----- | ----- | ----- | ----- | ---- |
| 1 650 | 1 694 | 1 642 | 1 564 | 1 466 | 1 313 | 923  |